# Ceylonosticta mojca
Ceylonosticta mojca – gatunek ważki z rodziny Platystictidae. Endemit Sri Lanki.